# Doha Diamond League 2013
Navigation
Édition précédente Édition suivante
Le Doha Diamond League 2013 s'est déroulé le 10 mai 2013 au Qatar SC Stadium de Doha, au Qatar. Il s'agit de la première étape de la Ligue de diamant 2013.

## Faits marquants
Onze meilleures performances mondiales de l'année ainsi que sept records nationaux sont établis durant ce meeting. L'Argentin Germán Lauro, deuxième du concours du lancer du poids derrière l'Américain Ryan Whiting, établit un nouveau record d'Amérique du Sud avec 21,26 m.

## Résultats

### Hommes
| Épreuve           | Vainqueur                                  | Second                         | Troisième                    |
| ----------------- | ------------------------------------------ | ------------------------------ | ---------------------------- |
| 100 m             | Justin Gatlin 9 s 97                       | Mike Rodgers 9 s 98            | Nesta Carter 9 s 99          |
| 800 m             | David Rudisha 1 min 43 s 87 (WL)           | Mohammed Aman 1 min 44 s 21    | Job Kinyor 1 min 44 s 24     |
| 3 000 m           | Hagos Gebrhiwet 7 min 30 s 36 (WL)         | Thomas Longosiwa 7 min 32 s 01 | Yenew Alamirew 7 min 32 s 64 |
| 400 m haies       | Michael Tinsley 48 s 92                    | Bershawn Jackson 49 s 12       | Cornel Fredericks 49 s 35    |
| Triple saut       | Christian Taylor 17,25 m (WL, MR)          | Benjamin Compaoré 17,06 m      | Aleksey Fedorov 16,85 m      |
| Saut en hauteur   | Bohdan Bondarenko 2,33 m (MR)              | Mutaz Essa Barshim 2,30 m      | Aleksandr Shustov 2,27 m     |
| Saut à la perche  | Konstadínos Filippídis 5,82 m (WL, MR, NR) | Malte Mohr 5,82 m (WL, MR)     | Raphael Holzdeppe 5,70 m     |
| Lancer du poids   | Ryan Whiting 22,28 m (WL, MR)              | Germán Lauro 21,26 m (AR)      | Reese Hoffa 21,01 m          |
| Lancer du javelot | Vítězslav Veselý 85,09 m                   | Tero Pitkämäki 82,18 m         | Andreas Thorkildsen 81,51 m  |

### Femmes
| Épreuve          | Vainqueur                              | Seconde                           | Troisième                         |
| ---------------- | -------------------------------------- | --------------------------------- | --------------------------------- |
| 200 m            | Shelly-Ann Fraser-Pryce 22 s 48        | Sherone Simpson 22 s 73           | Myriam Soumaré 22 s 81            |
| 400 m            | Amantle Montsho 49 s 88 (WL)           | Allyson Felix 50 s 19             | Christine Ohuruogu 50 s 53        |
| 1 500 m          | Abeba Aregawi 3 min 56 s 60 (WL, MR)   | Faith Kipyegon 3 min 56 s 98 (NR) | Genzebe Dibaba 3 min 57 s 54 (PB) |
| 100 m haies      | Dawn Harper-Nelson 12 s 60 (WL)        | Kellie Wells 12 s 73              | Queen Harrison 12 s 74            |
| 3 000 m steeple  | Lidya Chepkurui 9 min 13 s 75 (WL, MR) | Sofia Assefa 9 min 14 s 61        | Hiwot Ayalew 9 min 17 s 60        |
| Saut en longueur | Brittney Reese 7,25 m (WL, MR)         | Blessing Okagbare 7,14 m          | Janay Deloach 7,08 m              |
| Lancer du disque | Sandra Perković 68,23 m (WL, MR)       | Zinaida Sendriūtė 63,92 m         | Anna Rüh 63,01 m                  |